# Leicester Harmsworth
Robert Leicester Harmsworth, 1er baronnet (1er novembre 1870 - 19 janvier 1937) est un homme d'affaires britannique et homme politique libéral.

## Jeunesse
Il est le quatrième fils d'Alfred Harmsworth (1837-1889), avocat, et de Geraldine Mary, fille de William Maffett; et fait ses études à St Marylebone Grammar School. Il est le frère d'Alfred Harmsworth, 1er vicomte Northcliffe, Harold Harmsworth, 1er vicomte Rothermere, Cecil Harmsworth (1er baron Harmsworth) et Hildebrand Harmsworth, 1er baronnet.

## Carrière
Harmsworth est un directeur d'Amalgamated Press, la société d'édition appartenant à son frère, Lord Northcliffe. En 1900, il est élu au Parlement pour Caithness, un siège qu'il occupe jusqu'en 1918, puis représente Caithness et Sutherland entre 1918 et 1922. En 1918, il est créé baronnet de Moray Lodge dans le Royal Borough de Kensington.
Harmsworth est un membre actif du Sylvan Debating Club, fondé par son père, et en a été le secrétaire.

## Famille
Il épouse Annie Louisa, fille de Thomas Scott, en 1892. Ils ont quatre fils et trois filles. Il meurt en janvier 1937, à l'âge de 66 ans, et est remplacé comme baronnet par son fils aîné, Alfred. Lady Harmsworth est décédée en décembre 1963.